# Cristina Enache
Cristina Enache (n. 1 mai 1994, Focșani, Vrancea, România) este o handbalistă română care joacă pentru CS Minaur Baia Mare.

## Biografie
Cristina Enache a început să joace handbal la vârsta de 13 ani, sub îndrumarea antrenoarei Doina Ene, la LPS Focșani. În anul 2009, a fost cooptată la CNE Râmnicu Vâlcea, unde a fost antrenata de Octavian Achimescu, Luminița Dinu și Victorina Bora. Handbalista a evoluat la echipele LPS Focșani la junioare, la Național Râmnicu Vâlcea în Divizia A, apoi a fost împrumutată de către LPS Focșani la CSȘ Caracal (junioare I), apoi la echipa HCM Roman. A participat cu echipa Colegiului Tehnic Energetic Râmnicu Vâlcea, reprezentând România, la Campionatul Mondial Școlar de Handbal Feminin din 2010, unde aceasta s-a clasat pe locul al nouălea.
În vara anului 2013, la licitația absolvenților CNE Râmnicu Vâlcea organizată de FRH, se transferă la „U” Jolidon Cluj. Cu echipa clujeană Enache va disputa Supercupa României 2013, pierdută în fața lui HCM Baia Mare, un sfert de finală în Cupa EHF ediția 2014 și va ajunge în Turul 3 al Cupei Cupelor 2014–2015. De asemenea a participat cu selecționata României la Universiada de vară din 2015, unde aceasta s-a clasat pe locul al șaselea.
După patru ani la „U” Cluj, în 2017, Cristina Enache se transferă la CS Minaur Baia Mare.
Jucătoarele preferate ale Cristinei Enache sunt Luminița Dinu și Katalin Pálinger. Îi plac handbalul, călătoriile și muzica iar culorile preferate sunt albastru, alb și roșu.

## Palmares
- Cupa Cupelor:
  - Turul 3: 2015

- Liga Europeană:
  -  Medalie de bronz (Turneul Final Four): 2021
  - Locul 4 (Turneul Final Four): 2022

- Cupa EHF:
  - Sfertfinalistă: 2014

- Liga Națională: 
  -  Medalie de argint: 2021

- Supercupa României:
  -  Finalistă: 2013